# Slaveri i Libyen

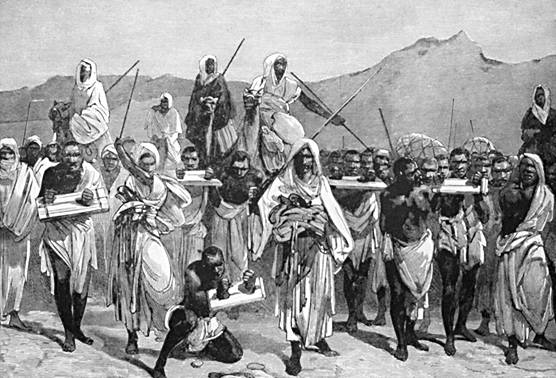
Arabslavers

Slaveri omtalas i Libyen sedan forntiden. Landet var en av destinationerna för den transsahariska slavhandeln, och en av utgångspunkterna för slavhandeln på Barbareskkusten. 
Libyen utgjorde redan under antiken ett viktig centrum och en destination för slavhandeln från Afrika över Sahara och vidare ut i Medelhavsvärlden, en funktion som Libyen fortsatte att fylla från forntiden över medeltiden och till in på 1800-talet. Slaveriet och slavhandeln förbjöds på papperet 1857, men fortsatte öppet fram till år 1912. Slavhandeln återupptogs på 2000-talet. 

## Historik

### Antiken
Under forntiden och antiken var Libyen ett transitcentrum för Transsaharahandeln. En betydande del av denna utgjordes av den Transsahariska slavhandeln, där libyer och tuareger skötte importen av afrikanska slavar från områden söder om Sahara och över öknen till Medelhavsvärlden, Fornegypten, och senare till Romarriket. 

### Medeltiden
Transsahariska slavhandeln fortsatte in i medeltiden, då Libyen blev muslimskt, när Libyen blev ett centrum för handeln med afrikanska slavar till det muslimska Medelhavet. 
På 1830-talet transporterades 2.500 afrikanska slavar bara genom staden Ghadames varje år.

### Osmanska riket
Libyen var en del av Osmanska riket 1551-1912 och följde därmed osmansk lag. De flesta slavar i Libyen var från Afrika, men under särskilt den osmanska eran förekom också en minoritet europeiska slavar genom slavhandeln på Barbareskkusten, som pågick till början av 1800-talet. 
Slavhandeln förbjöds formellt i Tripoli enligt 1857 års firman, men förbudet gällde endast på papperet och slavhandeln fortsatte öppet och tolererades av myndigheterna trots förbudet.
År 1875 rapporterade den brittiska konsuln i Benghazi att slavhandeln hade nått en enorm skala med stöd av myndigheterna och att priset för de slavar som exporterades till Konstantinopel och Alexandria hade fyrdubblats.

### Italienska tiden
Libyen blev en italiensk koloni år 1912. De italienska myndigheterna efterhöll förbudet mot slaveri och den öppna slavhandeln upphörde. I praktiken uppgavs den dock fortsätta illegalt. Afrikanska slavar användes öppet som tjänare i privata hushåll i överklassen till och med i storstäder vid kusten som Benghazi (som var helt under italiensk kontroll) så sent som under 1920-talet.
Den trans-sahariska slavhandeln fortsatte även öppet i de mer otillgängliga delarna av landet. 
Så sent som år 1930, när den danska resenären Knud Holmboe korsade den libyska öknen, fick han veta att slavhandeln fortsatt pågick i Kufra och att han kunde köpa en slavflicka för 30 pund sterling på torsdagsmarknaden. 

### 2000-talet
Under 2000-talet blev Libyen ett transitområde för migranter från Afrika till Europa. År 2009 dokumenterade Human Rights Watch att afrikanska migranter som färdades genom Libyen blev kvarhållna i interneringscenter och sålda som slavar. International Organization for Migration (IOM) rapporterade 2017 att papperslösa afrikanska migranter utan pengar på väg till Europa kvarhölls av människosmugglare eller milisgrupper i interneringscenter i Libyen, där både män, kvinnor och barn såldes som slavar på auktion. Kvinnliga migranter såldes ofta som sexslavar, ibland till bordeller.